# Bellvik
Bellvik is een gehucht binnen de Zweedse gemeente Dorotea. Bellvik ontstond toen in 1724 de eerste bewoner er een vaste verblijfplaats bouwde. Het was Mats Johanssen, die gedurende de eerste 20 jaar de enige bewoner was. In 1834 verscheen een kaart met een plattegrond van het dorp, waarin twee kernen te zien zijn, Noord- en Zuid-Bellvik. Later groeide het uit tot een dorpje dat in een lintbebouwing langs het Bellviksjön ligt. Het dorp, dat in de jaren 50 nog zo’n 200 inwoners had, loopt langzaam leeg. Vik betekent baai.
Bestuurscentrum / Tätort: Dorotea
Småort: Avaträsk · Högland · Svanabyn · Västra Ormsjö
Overig: Bellvik · Borgafjäll · Fågelsta · Granåsen · Häggås · Korssele · Lajksjö · Lavsjö · Mårdsjö · Rajastrand · Risbäck · Storjola · Storbäck · Ullsjöberg · Östra Ormsjö